# Anoxia pasiphae
Anoxia pasiphae är en skalbaggsart som beskrevs av Edmund Reitter 1890. Anoxia pasiphae ingår i släktet Anoxia och familjen Melolonthidae. Inga underarter finns listade i Catalogue of Life.